# Dienstonderscheiding van de Politie (Duitsland)
De Dienstonderscheiding van de Politie (Duits: Polizei-Dienstauszeichnung) was een onderscheiding van het Duitse Rijk voor actief politiepersoneel. Het gaat om een dienstonderscheiding zoals die in Duitsland al sinds de 19e eeuw bij dienstjubilea werd uitgereikt.

## Geschiedenis
De dienstonderscheiding werd op 30 januari 1938 door Adolf Hitler ingesteld. Allen die op 24 juni 1937 en later in actieve dienst waren kwamen voor de dienstonderscheidingen in aanmerking.

## Ontwerp
De dienstonderscheiding van de politie was door professor Richard Klein uit München ontworpen. De ronde medaille droegen op de voorzijde een medaillon, met daarop een adelaar met gespreide vleugels en in de klauwen een hakenkruis afgebeeld. Op de keerzijde stond alleen het cijfer "8". Het kruis was een kruis pattée met een centraal rond medaillon. Daarop was een adelaar met gespreide vleugels en in de klauwen een hakenkruis afgebeeld. Op de keerzijde stond alleen de cijfers "12" of "25".
Het korenblauwe lint was bij alle dienstonderscheidingen van Heer (landmacht), Kriegsmarine (marine), Luftwaffe (luchtmacht) en SS in gebruik. Deze traditie ging terug naar het oude Pruisen waar de dienstonderscheidingen aan korenblauwe linten werden gedragen.

## Klassen[3][5]
Het instellingsbesluit voorzag de dienstonderscheiding van de politie in de volgende drie klassen werd uitgereikt:
- Dienstonderscheiding speciale klasse, een gouden kruis (voor 40 dienstjaren), aan een korenblauw lint versierd met Gouden Eikenloof op het lint.
 Op de keerzijde stond "Für treue Dienste in der Polizei".
- Dienstonderscheiding 1e Klasse, een gouden kruis  (voor 25 dienstjaren), aan een korenblauw lint, op het lint stond is het nationale insigne van de politie geborduurd.
 Op de keerzijde stond "Für treue Dienste in der Polizei".
- Dienstonderscheiding 2e Klasse, een verzilverd kruis  (voor 18 dienstjaren), aan een korenblauw lint.
 Op de keerzijde stond "Für treue Dienste in der Polizei".
- Dienstonderscheiding 3e Klasse, een verzilverde medaille (voor 8 dienstjaren), aan een korenblauw lint.
 Op de keerzijde stond "Für treue Dienste in der Polizei".

Op 12 augustus 1944 werd een speciale klasse voor 40 dienstjaren ingesteld. Er is geen registratie dat deze onderscheiding voor het einde van de Tweede Wereldoorlog is uitgereikt.
De diensttijd in andere functies in "de beweging", dat was de NSDAP met haar vele organisaties, maar ook in de Duitse strijdkrachten werd voor deze periodes meegerekend.

## Draagwijze
De kruisen en medaille werden aan een donkerblauw lint op de linkerborst gedragen. Na bevordering tot een hogere klasse liet men het versiersel van de lagere klasse weg, maar men mocht deze als aandenken houden. Meestal droeg men op het uniform kleine rechthoekige baton "Feldspange".

## Gedecoreerden
1e Klasse:
| - Fritz Freitag - Jürgen von Kamptz - Otto von Oelhafen - Arthur Mülverstedt - Arthur Nebe - Rudolf Querner | - Otto Schumann - Otto Winkelmann - Alfred Wünnenberg - Heinrich Müller - Ernst Rode - Paul Riege | - Herbert Becker - Rudolf Mueller-Boenigk - Ernst Hitzegrad - Karl Retzlaff - Fritz Schmedes - Christian Wirth | - Berthold Maack - Adolf von Bomhard - Arthur Bahl - Walter Basset - Karl Pfeffer-Wildenbruch - Emil Höring | - Georg Jedicke - Georg Asmus - Johann Rattenhuber - Georg Schreyer - Johann-Georg Goebel |

2e Klasse:
- Reinhard Heydrich[46]
- Rudolf Höss
- Karl Brenner[47]
- Otto Binge
- Artur Albrecht[48]

3e Klasse:
- Wilhelm Harster[50][51]
- Kurt Daluege[52]
- Nikolaus Heilmann[53]
- Friedrich Jeckeln[54]
- Karl Eberhard Schöngarth[55]

## Na de Tweede Wereldoorlog
Het insigne is van een hakenkruis voorzien. Dat betekent dat het verzamelen, tentoonstellen en verhandelen van deze onderscheidingen in Duitsland aan strenge wettelijke regels is onderworpen. Op 26 juli 1957 vaardigde de Bondsrepubliek Duitsland een wet uit waarin het dragen van onderscheidingen met daarop hakenkruizen of de runen van de SS werd verboden. In de gedenazificeerde uitvoering mogen de badges wel worden gedragen.